# 珠海科技重奖
珠海科技重奖，是1992年邓小平南巡视察珠海经济特区时，时任珠海市市委书记与市长的梁广大向其当面申请并获首肯而设立的国内首项科技重奖。其首届颁奖典礼由时任全国人大副委员长的叶选平担任颁奖嘉宾，它开创了国内“科技重奖”的先河，在中国科技史上拥有划时代的意义。该奖项以注重科技成果、奖励十分丰厚而闻名于世。获特等奖的每位首席获奖者奖品总值超过100万元，其中历届获奖者中所获奖品总值最高者超过650万元；彼时，中国国家级科学奖项奖金均不超过5万元，中国城镇居民家庭人均可支配收入为2026.6元。

## 创立背景
1978年，邓小平在全国科学大会上提出了“科学技术是第一生产力”的论断之后，全国各地掀起了尊重科学技术的热潮。此后，随着改革开放的进一步深入，1990年在广东省科技工作者春节联谊会上时任广东省委书记谢非提出：“要依靠科技进步发展广东经济，要‘一把手抓第一生产力’，要重奖有突出贡献的科技人员。”随后时任珠海市委书记的梁广大在1991年全国人民代表大会期间会见外商时提出，他准备重奖科技人才。7月，珠海市委、市政府就制定了奖励有突出贡献的科技人员暂行办法。1992年，邓小平南巡视察珠海经济特区时，在珠海亚洲仿真科技有限公司，梁广大向邓小平请示道：“您一贯重视科技人才，根据您的指示，我们准备在今年3月召开推动科技进步大会，对有突出贡献的科技人员要奖给轿车、住房、现金等重奖。”邓小平当即表示赞成，支持这一创举。

## 申报条件
- 技术水平高，必须属于当时国内的首创，具有自己的特色或独创性。
- 是经济效益明显，获特等奖的项目，其税后利润都要求在500万元以上。
- 项目的整体经济效益指标也比较高，像人均产值、人均利税、资金利润率、投入产出比等经济指标均处于同行业的先进水平。[1]

## 奖励设置
珠海科技重奖是由珠海市委、市政府对有突出贡献的科技人员颁发证书和奖金及奖品（汽车、住房），该奖项设有特等奖、一等奖、二等奖、三等奖、四等奖；遵循‘宁缺毋滥’的原则不定额评审。 

## 历年特等奖首席获奖科学家
| 获奖年度 | 特等奖首席获奖科学家 | 项目名称                              | 完成单位                             |
| 1991     | 迟斌元               | 凝血酶                                | 珠海经济特区生物化学制药厂           |
| 1991     | 沈定兴               | BH-01 II 型80-480门系列程控用户交换机 | 珠海经济特区通讯技术开发公司         |
| 1991     | 徐庆中               | 丽珠得乐冲剂                          | 丽珠医药集团有限公司                 |
| 1992     | 殷步九               | 四通高级电脑排版系统                  | 珠海四通电脑排版系统开发公司         |
| 1992     | 游景玉               | 电站运行仿真机                        | 亚洲仿真控制系统工程（珠海）有限公司 |
| 1992     | 史玉柱               | M-6403桌面印刷系统                    | 珠海巨人高科技集团公司               |
| 1993     | 余卫东               | 智能容错网络服务器                    | 珠海亿达科技电子工业有限公司         |
| 1993     | 陈利浩               | 远方通用会计核算系统                  | 远方电脑有限公司                     |
| 1994     | 求伯君               | 金山WPS.NT文字处理系统                | 金山电脑有限公司                     |
|          | 杨章汉               | 丽珠肠乐                              | 丽珠保健品厂                         |
| 1995     | 路东文               | GEP48000型高频开关电源                | 珠海金电工贸公司                     |
| 1995     | 赵玉成               | 全电子式三相复费率电能表              | 恒通电能仪表公司                     |
| 1997     | 孙惟谷               | 丽珠赛乐                              | 丽宝公司                             |
| 1997     | 赵万立               | 高档涂布白卡纸                        | 红塔仁恒纸业公司                     |
| 1999     | 丁公才               | 丽珠威（盐酸万乃洛韦）                | 丽珠集团丽威公司                     |
| 2000     | 诸建中               | 微细高性能漆包铜圆线                  | 蓉胜电工有限公司                     |
| 2000     | 周忠国               | 神州行储值卡                          | 珠海市东信和平智能卡有限公司         |
| 2000     | 金述强               | UT-2000型变电站微机综合操作系统       | 珠海优特电力产品配套有限公司         |

以上数据来源

## 社会意义
珠海的科技重奖是“尊重知识、尊重人才、尊重创造”的具体体现，是科技奖励的一种制度创新之举。该奖设立以来在科技界产生了积极反响，远超出了物质奖励本身，它不仅替珠海招揽了各方科技人才，同时在全国各地也都掀起了“科技重奖”的热潮。正如梁广大所言：“重奖的目的并不仅仅出于给了科技人员多少物质利益，更重要的是，要通过重奖，对妨碍科技发展和妨碍科技人员积极性的极左思想余毒、平均主义、大锅饭思想、小农经济思想、小生产者意识等等赆腐观念产生一个摧毁性的冲击，从而在全社会形成尊重知识、尊重人才的良好社会风尚。”